# Fernando Bernardino Morinigo
Fernando Bernardino Morinigo, ameriški fizik, * 1. junij 1936, Buenos Aires, Argentina, † 7. september 2011, Los Angeles, Kalifornija, ZDA.
Morinigo je leta 1947 prišel v ZDA, ko sta se starša iz Argentine preselila v južno Kalifornijo. Diplomiral je leta 1957 iz fizike in kemije na Univerzi Južne Kalifornije v Los Angelesu. Doktoriral je leta 1963 iz fizike na Kalifornijskem tehnološkem inštitutu pod Barnesovim mentorstvom. 28 let je bil predavatelj na Oddelku za fiziko in astronomijo Državne univerze Kalifornije v Los Angelesu. V podjetju Hughes Aircraft Company je bil inženir, nato pa je bil sedem let korporativni znanstvenik v podjetju Aura Systems, Inc.